# Benas Šatkus
Benas Šatkus (Klaipėda, 1 de abril de 2001) es un futbolista lituano que juega en la demarcación de defensa para el F. K. Banga de la A Lyga.

## Selección nacional
Tras jugar con la selección de fútbol sub-17 de Lituania, la sub-19 y la sub-21, finalmente debutó con la selección absoluta el 17 de noviembre de 2019. Lo hizo en un partido amistoso contra Nueva Zelanda que finalizó con un resultado de 1-0 a favor del combinado lituano tras el gol de Arvydas Novikovas.

## Clubes
| Club                  | País     | Año       | Partidos | Goles |
| --------------------- | -------- | --------- | -------- | ----- |
| 1. F. C. Núremberg II | Alemania | 2021-2022 | 18       | 1     |
| VfL Osnabrück         | Alemania | 2022-2023 | 0        | 0     |
| F. K. Banga (cedido)  | Lituania | 2023-2024 | 33       | 0     |